# Villaconejos
Villaconejos er en by og kommune i det centrale Spanien i Madrid-regionen. Den har et indbyggertal på 3.508 (2024) indbyggere.